# Temný Důl
Temný Důl est un village de République tchèque faisant partie de la commune de Horní Maršov.